# Obsjtina Kotel
Obsjtina Kotel (bulgariska: Община Котел) är en kommun i Bulgarien.   Den ligger i regionen Sliven, i den centrala delen av landet, 260 km öster om huvudstaden Sofia. Antalet invånare är 5 711. Arean är 132 kvadratkilometer.
Obsjtina Kotel delas in i:
- Mokren
- Gradets
- Zjeravna
- Kipilovo
- Malko selo
- Nejkovo
- Pădarevo
- Sokolartsi
- Streltsi
- Titja
- Filaretovo
- Jablanovo
- Ostra mogila
- Orlovo

Följande samhällen finns i Obsjtina Kotel:
- Kotel